# Andalusia (Illinois)
Andalusia és una població dels Estats Units a l'estat d'Illinois. Segons el cens del 2000 tenia 1.050 habitants.

## Demografia
Segons el cens del 2000, Andalusia tenia 1.050 habitants, 402 habitatges, i 307 famílies. La densitat de població era de 563,1 habitants/km².
Dels 402 habitatges en un 34,1% hi vivien nens de menys de 18 anys, en un 63,2% hi vivien parelles casades, en un 10,7% dones solteres, i en un 23,4% no eren unitats familiars. En el 18,9% dels habitatges hi vivien persones soles el 8% de les quals corresponia a persones de 65 anys o més que vivien soles. El nombre mitjà de persones vivint en cada habitatge era de 2,61 i el nombre mitjà de persones que vivien en cada família era de 3,02.
Per edats la població es repartia de la següent manera: un 24,7% tenia menys de 18 anys, un 9,1% entre 18 i 24, un 29,5% entre 25 i 44, un 26,2% de 45 a 60 i un 10,5% 65 anys o més.
L'edat mediana era de 39 anys. Per cada 100 dones de 18 o més anys hi havia 91,1 homes.
La renda mediana per habitatge era de 46.552 $ i la renda mediana per família de 56.250 $. Els homes tenien una renda mediana de 37.438 $ mentre que les dones 25.179 $. La renda per capita de la població era de 20.626 $. Aproximadament el 3,1% de les famílies i el 2,9% de la població estaven per davall del llindar de pobresa.

## Poblacions properes
El següent diagrama mostra les poblacions més properes.